# Travail extra-légal
Le travail extra-légal (ou TEL) désignent certaines prestations effectuées par la douane et facturées aux usagers de cette administration.
Il désigne toute mission de visite, de vérification, de surveillance ainsi que toute opération qui se rattache aux opérations de douanes et à la perception des droits et taxes et que des douaniers sont appelés à effectuer à la demande des usagers pendant et en dehors des heures légales de services et/ou des lieux règlementaires de travail.

## Dans le monde

### Afrique
En Afrique, le travail extra-légal est en général directement versé au douanier pour qui il représente un important complément de revenu. Il peut parfois s'assimiler à de la corruption, le paiement de celui-ci étant souvent obligatoire afin de pouvoir libérer des biens.

### Europe

#### France
En France, le terme travail extra-légal a été remplacé par le terme régime de travail supplémentaire (ou RTS) et auparavant par le terme travail hors heures (ou THH).